# Kalendarium historii Kłodzka

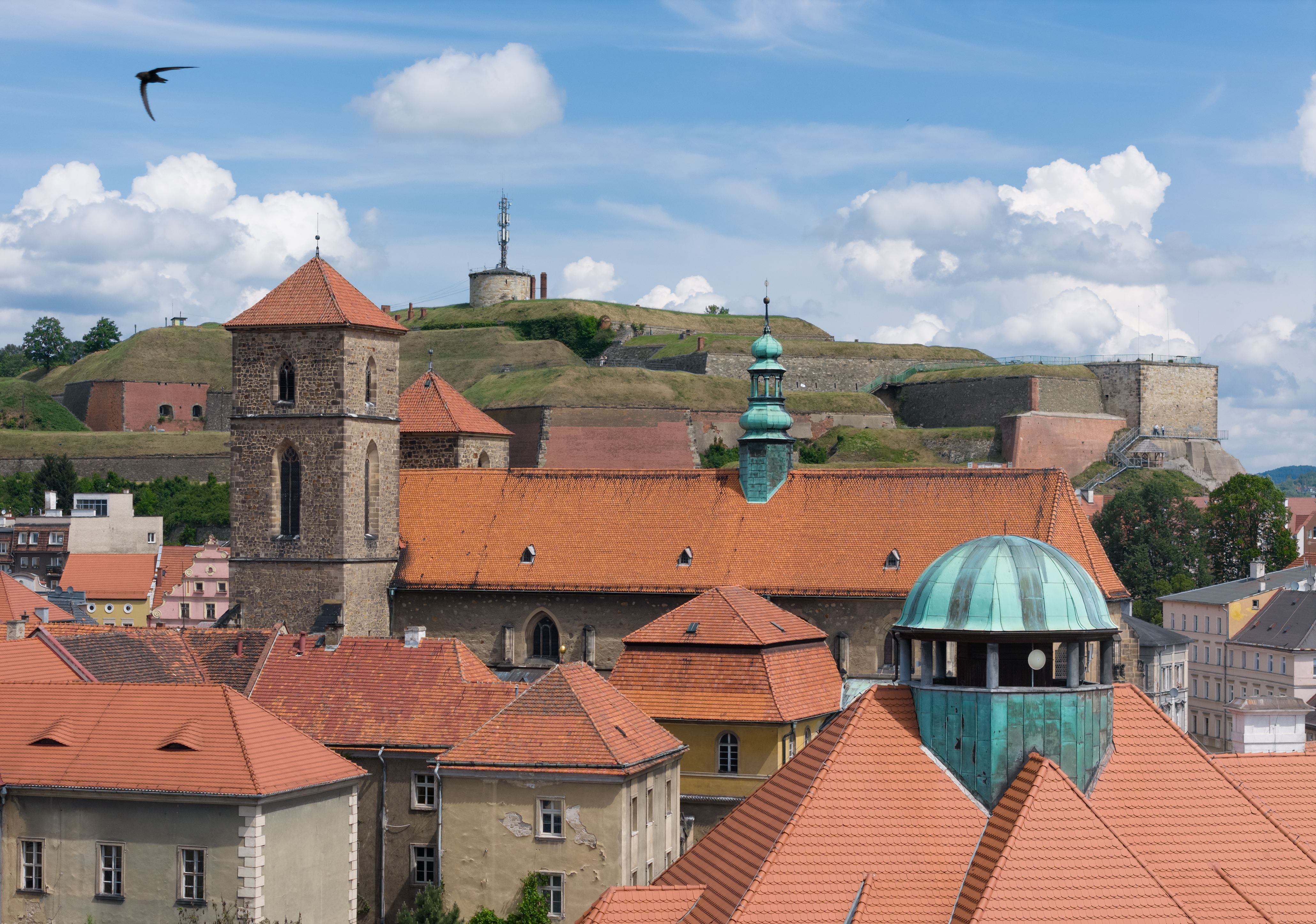
Stare Miasto w Kłodzku

Kalendarium historii Kłodzka – historia Kłodzka w datach

## Kalendarium

### X wiek
- 981 – pierwsza wzmianka o grodzie z kroniki czeskiego kronikarza (Kosmasa)

### XI wiek
- XI–XII w. – okres wojen między Piastami a Przemyślidami o Kłodzko, w tym czasie jest to ośrodek administracyjny i wojskowy ziemi kłodzkiej. Powstały obwarowania na Fortecznej Górze
- 1093 – Władysław Herman przyznał Kłodzko i ziemię kłodzką Bolesławowi Krzywoustemu[1]

### XII wiek
- 1114 – książę czeski Sobiesław I zdobył i spalił gród w Kłodzku (odbudowę grodu zakończono w 1129)
- 1137 – Bolesław Krzywousty i Sobiesław I zawarli pokój kłodzki przyznający Kłodzko Sobiesławowi i resztę Śląska Bolesławowi
- 1169 – wzmianka o kasztelanie, którym był Hronzata Kędzierzawy
- 1179–1180 – wzniesienie drewnianego kościoła pw. św. Wacława na Górze Zamkowej
- 1183 – wzmianka o kościele parafialnym
- 1186 – wzmianka o kłodzkich joannitach

### XIII wiek
- 1230 – początki szkolnictwa w mieście
- 1248–1250 – sprowadzenie franciszkanów przez Władysława Piastowicza, którym wyznaczono miejsce na kościół i klasztor na Piasku
- 1253/1278 – nadanie praw miejskich
- 1278–1290 – Kłodzko pozostawało we władaniu Henryka IV Probusa

### XIV wiek
- 1305 – do miasta przyłączono 5 folwarków położonych na północ od grodu
- 1324 – rozszerzono prawa miejskie poprzez wykup wójtostwa i sądownictwa
- 1327–1335 i 1336–1341 – Kłodzko pozostawało we władaniu Piastów śląskich: Henryka VI Dobrego i Bolka II
- 1341 – założono cegielnię
- 1344 – zakończono budowę drewnianego ratusza
- 1366 – pożar drewnianego ratusza
- 1390 – budowa kamiennego mostu na Młynówce
- 1400 – Kłodzko zamieszkiwało ok. 4 tys. osób

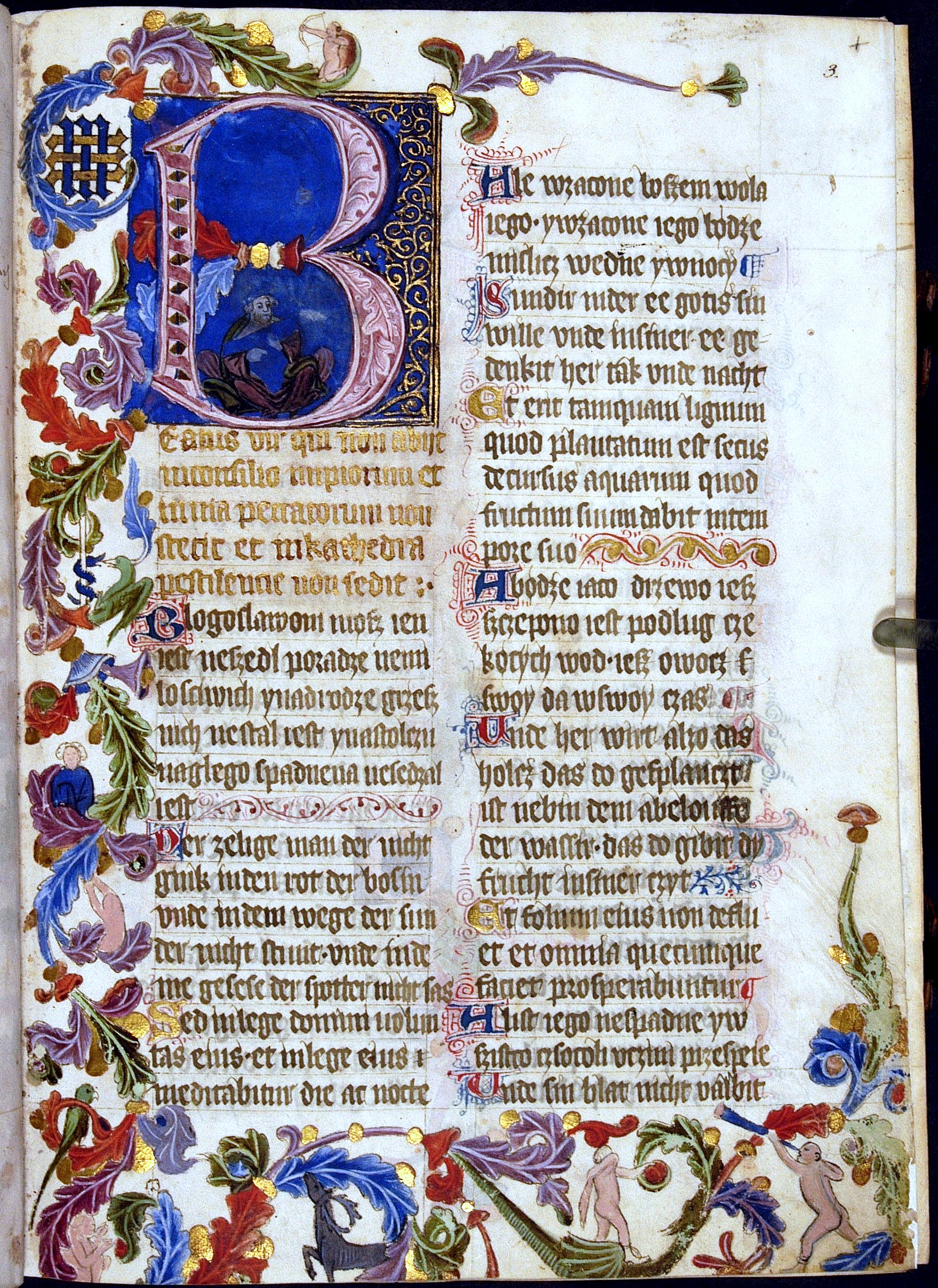
Psałterz floriański

- koniec XIV w. – w tutejszym klasztorze kanoników regularnych powstała prawdopodobnie pierwsza część jednego z najstarszych zabytków piśmiennictwa polskiego, Psałterza floriańskiego
- XIV–XV w. – miasto z drewnianego staje się murowane, dotyczy to jednak tylko głównych budowli

### XV wiek
- 1426 – wzmocnienie miejskich fortyfikacji poprzez zbudowanie murów zewnętrznych
- 1428 – zburzenie w celach obronnych kościoła i klasztoru franciszkanów na Piasku
- 1437 – zakończenie budowy kościoła pw. św. Anny dla franciszkanów przy ul. Ząbkowickiej w obrębie murów miejskich
- 1458 – król Czech Jerzy z Podiebradów ogłasza ziemię kłodzką suwerennym hrabstwem, którego stolicą zostaje Kłodzko
- 1463 – pożar zabudowań franciszkanów przy ul. Ząbkowickiej i ich powrót na Piasek

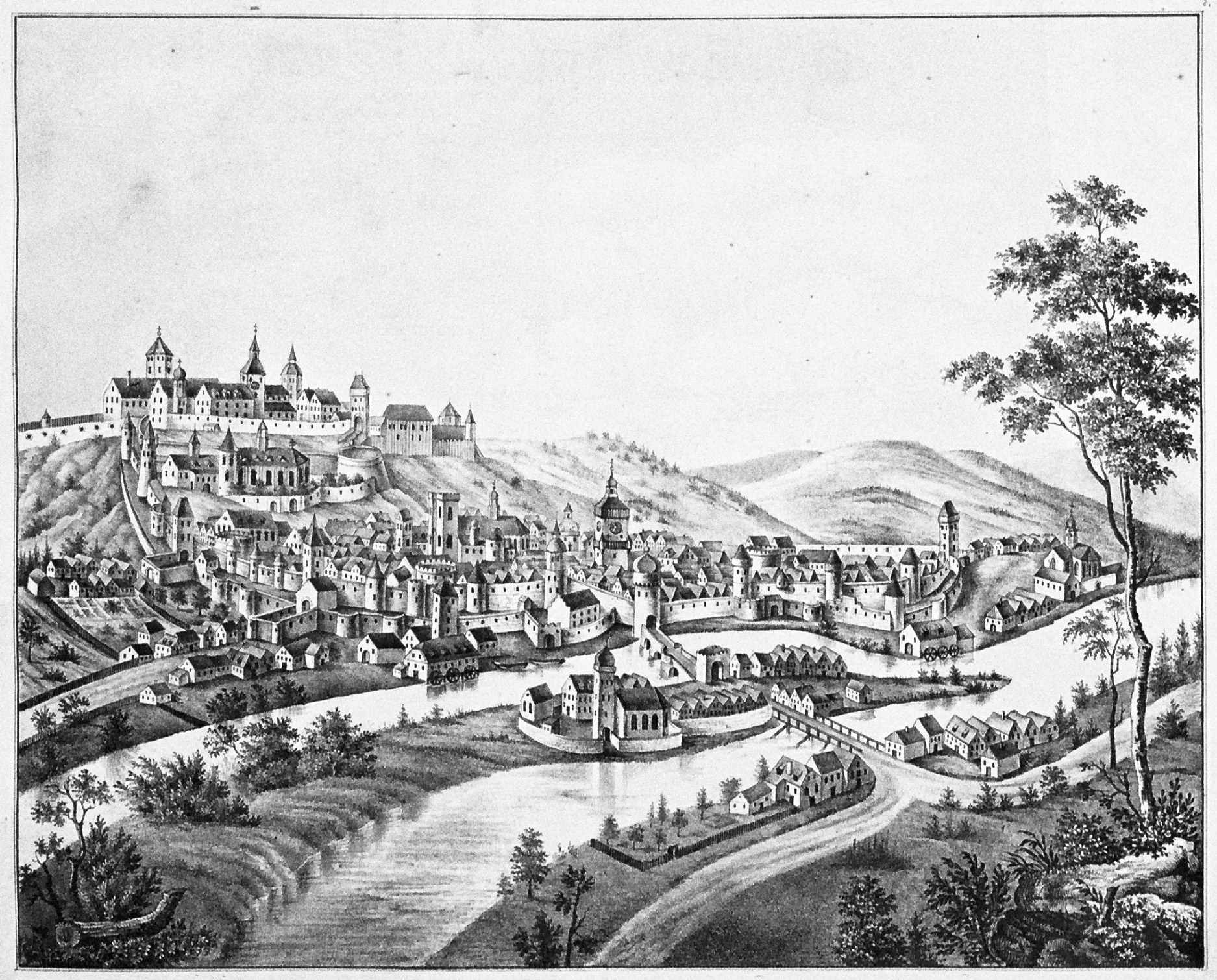
Kłodzko ok. 1500 r.

- 1469 – przebudowa bram miejskich

### XVI wiek
- początek XVI w. – sprowadzenie bernardynów do miasta
- 1517 – kolejny pożar w Kłodzku, spalił się kościół Bernardynów
- 1524 – następny pożar, wytyczenie ul. Browarnej
- 1526 – miasto przeszło w ręce Habsburgów
- 1536 – przejazd księcia Ottheinricha w drodze do Krakowa. Towarzyszący mu rysownik Matthias Gerung namalował wedutę Kłodzka z zamkiem na Fortecznej Górze
- 1540 – wybudowano wodociąg miejski
- 1546 – opuszczenie miasta przez bernardynów
- 1557 – zbudowano Zamek Niższy z bastionami
- 1574 – wzniesiono kamienny most przez Nysę Kłodzką w rejonie Przedmieścia Ząbkowickiego
- 1580 – powstaje wieża ciśnień
- 1590 – utrata przez miasto monopolu browarnianego i rzemieślniczego na rzecz szlachty
- 1595 – przekazanie kościoła i klasztoru augustianów jezuitom

### XVII wiek
- 1605 – franciszkanie ponownie objęli swoją posiadłość na Piasku
- 1618 – wygnanie jezuitów z miasta
- 1619 – powstaje drukarnia
- 1620 – początek budowy twierdzy
- 1622 – oblężenie miasta i spalenie przedmieść, Kłodzko zdobyte przez wojska cesarskie
- 1624 – powrót do miasta jezuitów
- 1633 – epidemia pochłania połowę mieszkańców miasta
- 1639 – spalenie przedmieść przed atakiem wojsk szwedzkich
- 1665 – rozpoczęto budowę kolegium jezuickiego
- 1680 – wielka epidemia
- 1687 – przyłączenie do miasta Ustronia Górnego jako przedmieścia

### XVIII wiek
- 1718 – powstaje pierwsza manufaktura sukiennicza
- 1742 – miasto przeszło we władanie Prus
- 1744 – ufortyfikowanie Owczej Góry, ponowny pożar ratusza
- 1748 – miasto liczy 3,8 tys. mieszkańców
- 1749 – pojawiają się pierwsze latarnie uliczne
- 1758 – budowa koszar w rejonie ul. Ząbkowickiej
- 1760 – III wojna śląska: Austriacy zdobywają Kłodzko
- II poł. XVIII w. – rozebrano zamek, wznosząc na jego miejscu potężną twierdzę

### XIX wiek
- 1807 – oblężenie miasta przez wojska francuskie, zburzenie przedmieść
- 1809 – przywrócenie samorządu miejskiego
- 1810 – sekularyzacja klasztorów
- 1836 – zamienienie kościoła pw. św. Jerzego na ewangelicki kościół garnizonowy
- 1860 – na miejscu szpitala przy kościele pw. św. Jerzego wzniesiono szpital miejski
- 1864 – oddanie do użytku gazowni miejskiej na Ustroniu

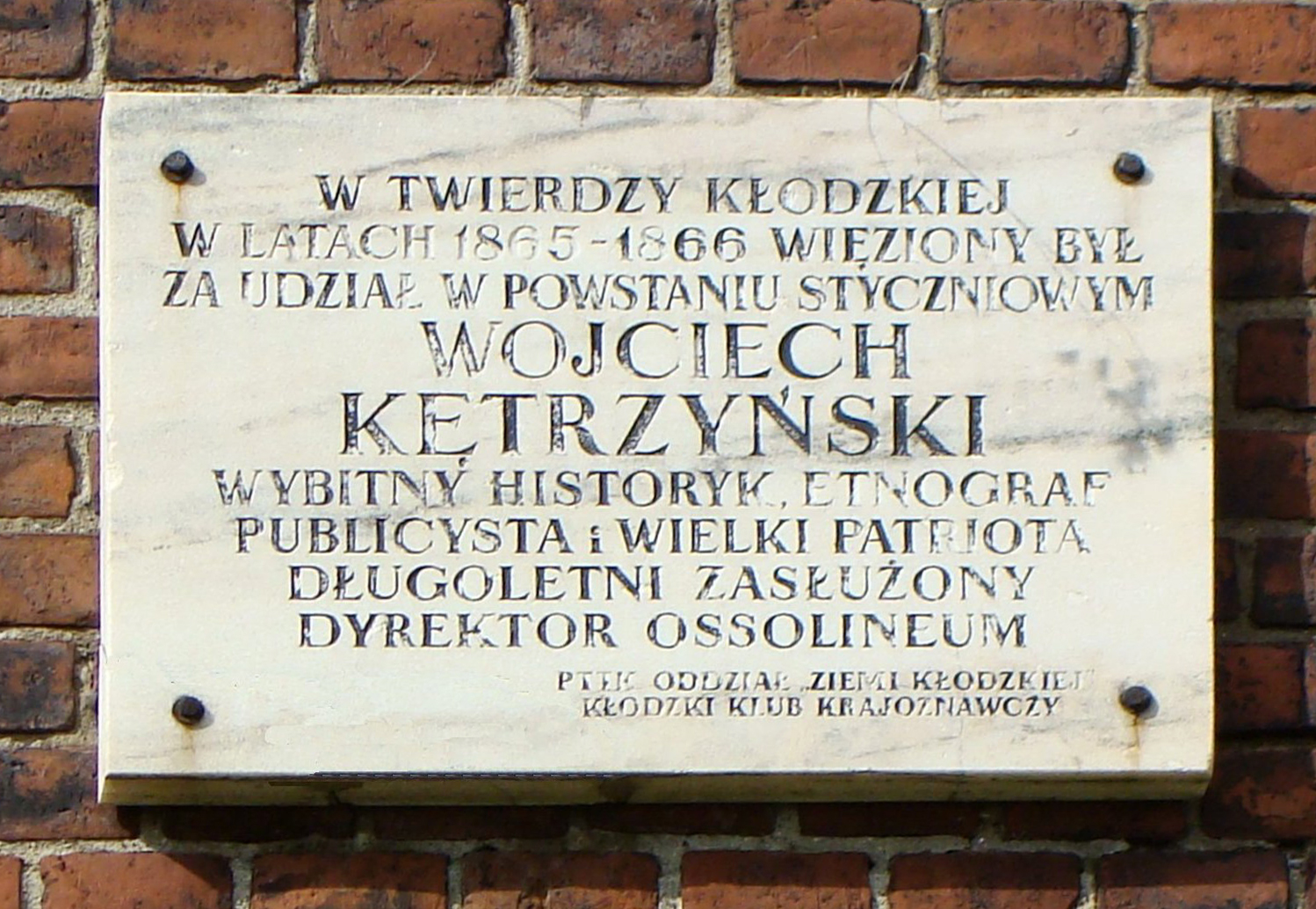
Tablica upamiętniająca uwięzienie Wojciecha Kętrzyńskiego w Kłodzku

- 1865 – Wojciech Kętrzyński uwięziony w Twierdzy Kłodzko przez Prusaków za pomoc powstaniu styczniowemu
- 1867 – Kłodzko liczy 7,8 tys. mieszkańców
- 1868 – budowa linii kolejowej z Barda
- 1875 – budowa linii kolejowej do Międzylesia
- 1877 – zniesienie statusu miasta-twierdzy, nastąpiło zamknięcie twierdzy i wyburzenie murów obronnych
- 1878 – wybudowanie linii kolejowej do Nowej Rudy; oddano do użytku budynek poczty głównej i starostwa, początek zabudowy kamienicami czynszowymi Przedmieścia za Zieloną Bramą i Przedmieścia Nyskiego.
- 1880–1911 – rozbiórka murów i bram miejskich, zakładanie na ich miejscu plantów
- 1882 – oddano do użytku targ
- 1884 – wybudowano synagogę
- 1886 – uruchomiono wodociągi i kanalizację, kolejny pożar ratusza
- 1887–1890 – budowa linii kolejowej do Szczytnej, przedłużonej w 1902 do Dusznik i w 1905 do Kudowy-Zdroju
- 1890 – oddano do użytku elektrownię i obecny gmach ratusza
- 1897 – skończono budowę dworca kolejowego Kłodzko Główne i linii kolejowej do Stronia Śląskiego

### XX wiek
- 1905 – miasto liczy 16 tys. mieszkańców
- 1909 – otwarcie ekspozytury Banku Rzeszy
- 1910 – lądowanie sterowca Parseval 5 w drodze do Polanicy-Zdroju 12 lipca, powrót z Kudowy 14 lipca[2]
- 1920 – początek budowy Krzyżnej Góry, zakończona w 1933
- 1924 – powstaje dzielnica willowa w rejonie obecnej ul. Rejmonta, na własność miasta przechodzą: gazownia, elektrownia, wodociągi
- 1927 – powstanie szkół zawodowych i średnich szkół handlowych
- 1931 – 5 lipca, przelot nad Kłodzkiem sterowca LZ-127 Graf Zeppelin, lecącego z Friedrichshafen nad Jeziorem Bodeńskim do Gliwic[3]
- 1933 – rozpoczęcie budowy Osiedla Północnego
- 1935 – zniesienie samorządu miejskiego
- 1936 – budowa osiedla w rejonie ul. Jana Pawła II
- 1938 – Wehrmacht założył więzienie wojskowe w twierdzy[4]

- 1939

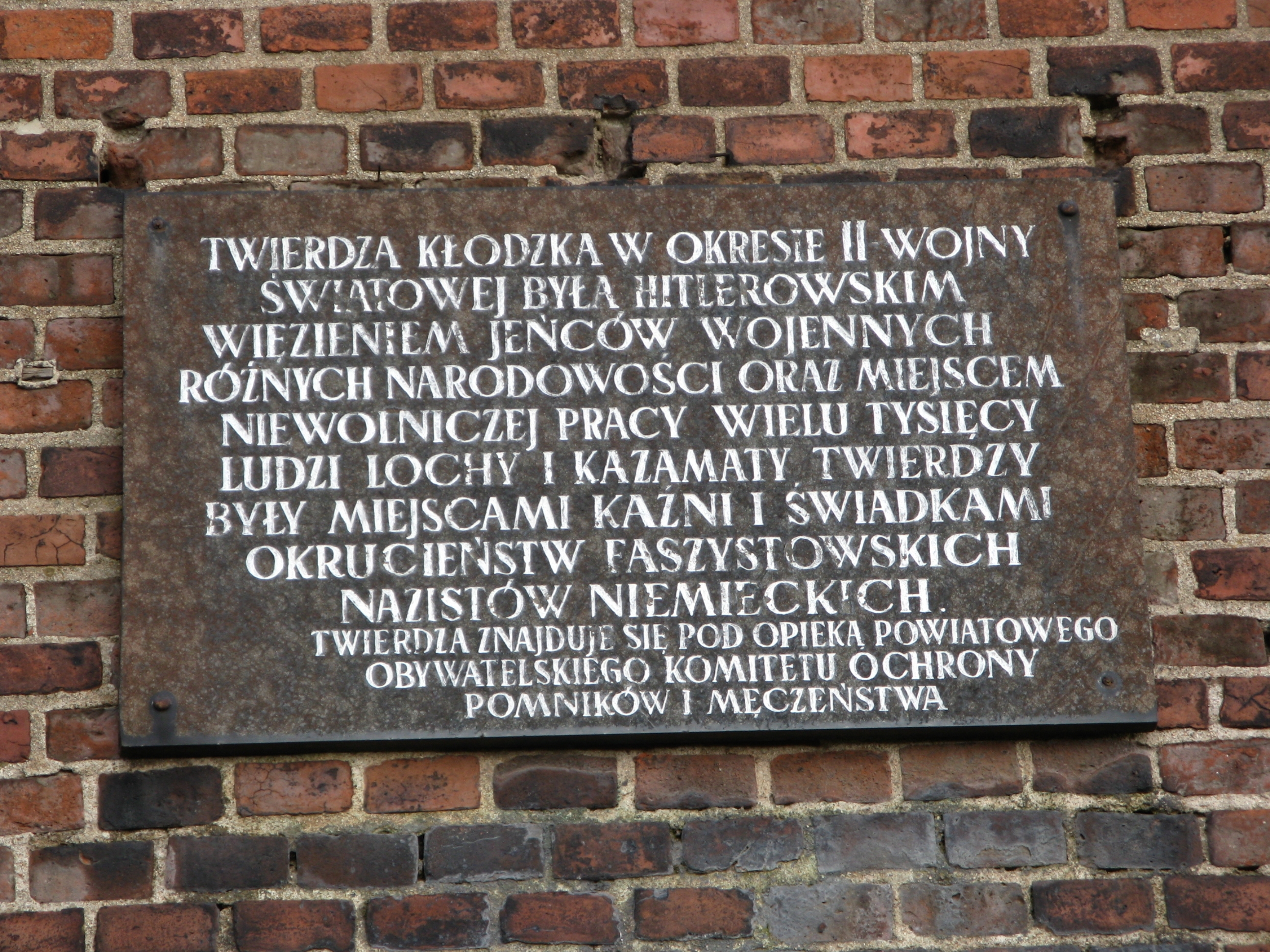
Tablica upamiętniająca jeńców alianckich oraz robotników przymusowych różnych narodowości więzionych przez III Rzeszę w Twierdzy Kłodzko

  - miasto zamieszkiwało 22 tys. mieszkańców; ukończenie budowy Stadionu Miejskiego i basenów
  - 19 grudnia: pierwsza egzekucja w więzieniu wojskowym[4]
- 1941 – deportacje części więźniów na roboty przymusowe do okupowanej Czechosłowacji i Austrii[4]
- 1942
  - deportacje części więźniów na roboty przymusowe do Ludwikowic Kłodzkich, Blachowni Śląskiej, Sieradza, Kędzierzyna, Großmittel koło Wiener Neustadt, Döllersheim i Moosbierbaum[4]
  - kwiecień: utworzenie w Kłodzku polowego batalionu karnego FStGA 1, który następnie przeniesiono na front wschodni[4]
  - 10 września: utworzenie polowego batalionu karnego FStGA 7, który następnie przeniesiono na front wschodni[4]
  - 1 listopada: utworzenie polowego batalionu karnego FStGA 10, który następnie przeniesiono na front wschodni[4]
- 1942–1943 – niemiecki proces 39 członków podziemnego Związku Orła Białego, z których 18 skazano na karę śmierci[5]
- 1943
  - 13 stycznia: utworzenie polowego batalionu karnego FStGA 13, który następnie przeniesiono na front wschodni[4]
  - 20 marca: utworzenie polowego batalionu karnego FStGA 16, który następnie przeniesiono na front wschodni[4]
  - 1 października: utworzenie polowego batalionu karnego FStGA 20, który następnie przeniesiono na front wschodni[4]
- 1944
  - lato: więzienie wojskowe przeniesione z głównej twierdzy do Fortu Owcza Góra, by zrobić miejsce dla polskich cywilnych robotników przymusowych; jedynie skazani na długie wyroki lub śmierć pozostali w głównej twierdzy[4]
  - w twierdzy powstał obóz pracy przymusowej dla zakładów AEG, ewakuowanych z Łodzi
- 1944–1945 – funkcjonowanie wojskowego lotniska polowego Feldflugplatz Komturhof[6]

- 1945

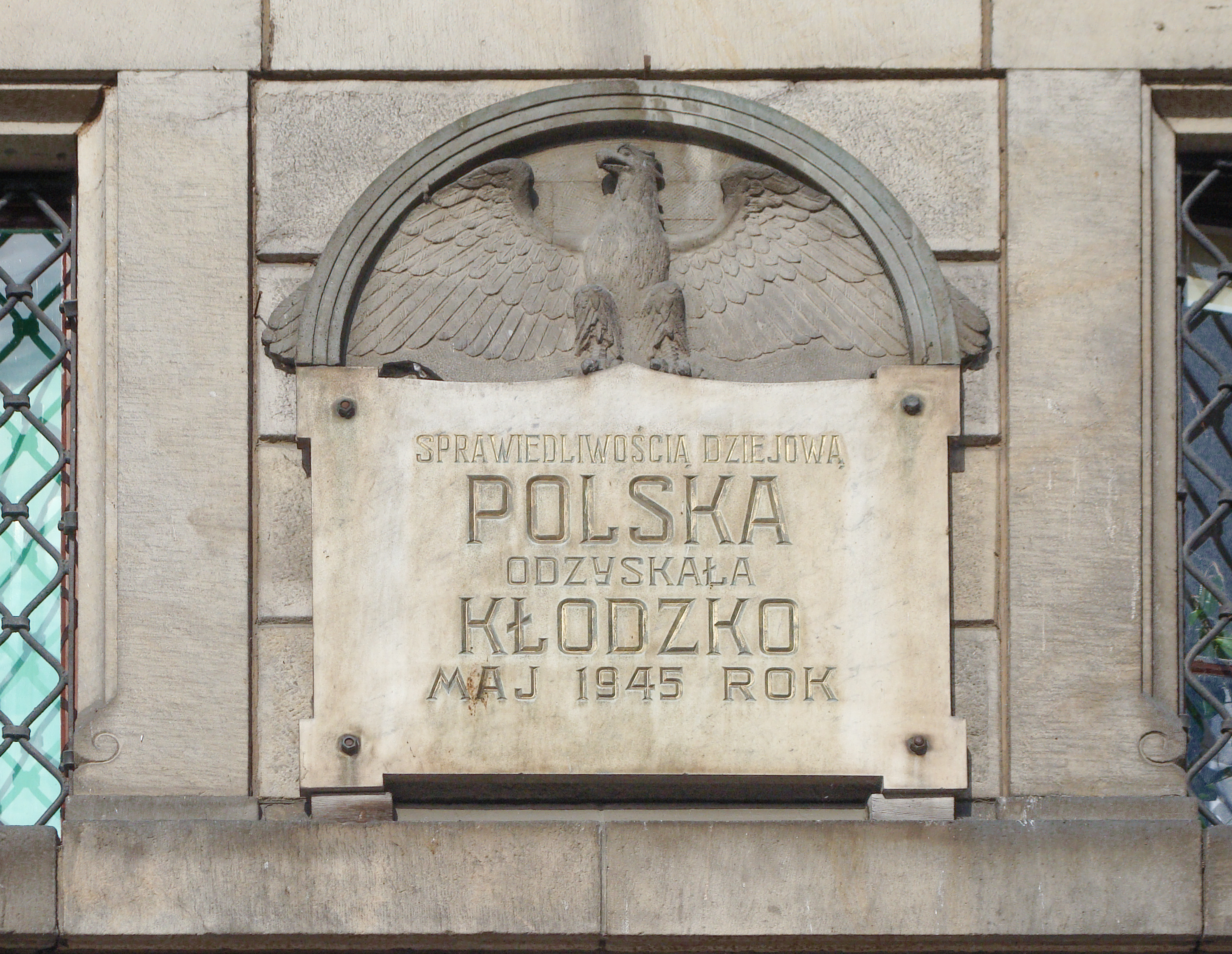
Tablica upamiętniająca powrót Kłodzka do Polski w 1945 r.

  - styczeń: przeniesienie części więźniów z więzienia wojskowego do Ząbkowic[4]
  - maj: zajęcie miejscowości przez oddziały 59 Armii I Frontu Ukraińskiego Armii Czerwonej; włączono miasto do Polski
- 1945–1947 – wysiedlenie dotychczasowych mieszkańców Kłodzka do Niemiec
- 1945–1949 – działalność PUR, napływ ludności polskiej do miasta
- 1947 – założenie Towarzystwa Miłośników Ziemi Kłodzkiej
- 1949 – Towarzystwo wydaje pierwszy „Rocznik Kłodzki”
- 1952 – na ul. Daszyńskiego odsłonięto Pomnik Wdzięczności Armii Radzieckiej[7]
- 1961 – początek obchodów Dni Kłodzka
- 1962 – zapoczątkowanie prac nad zabezpieczeniem starówki, początek budowy osiedla im. Morcinka, którą zakończono w 1970
- 1974 – początek budowy największego osiedla w mieście z wielkiej płyty im. Kruczkowskiego
- 1975–1998 – Kłodzko w województwie wałbrzyskim
- 1976 – zakończenie budowy Osiedla XXX-lecia PRL, oddanie do użytku Podziemnej Trasy Turystycznej im. Tysiąclecia Państwa Polskiego
- 1983 – zmodernizowanie układu komunikacyjnego w mieście poprzez oddanie nowego wiaduktu na Nysie Kłodzkiej
- 1984 – wybudowanie obwodnicy północnej na drodze krajowej nr 8
- 1988 – wybudowano osiedle domków jednorodzinnych na Owczej Górze
- 1988–1996 – odbudowa północnej pierzei rynku
- 1990 – pierwsze wolne wybory w historii polskiego Kłodzka do rady miejskiej, zwycięstwo opozycji demokratycznej

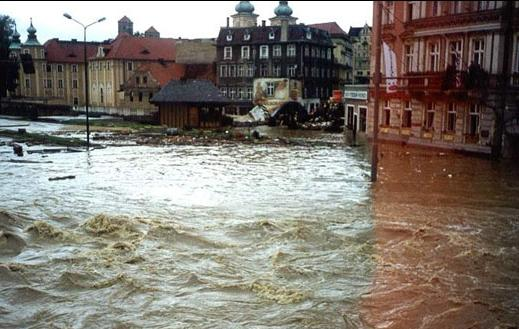
Powódź w 1997 r.

- 1997 – powódź tysiąclecia spustoszyła Kłodzko, najbardziej ucierpiały: Piasek, którego odbudowa trwa do dzisiaj i Ustronie
- 1999 – reforma administracyjna Polski, utworzenie powiatu kłodzkiego, wchodzącego w skład województwa dolnośląskiego

### XXI wiek
- 2002 – pierwsze bezpośrednie wybory na burmistrza wygrywa Roman Lipski
- 2005 – organizacja po raz pierwszy Dni Twierdzy Kłodzkiej
- 2006 – w drugich bezpośrednich wyborach burmistrzem zostaje Bogusław Szpytma
- 2007 – początek rewitalizacji zabytkowych dzielnic Kłodzka
- 2009 – budowa galerii Twierdza Kłodzko (otwarcie 4 kwietnia)[8]
- 2010 – początek budowy krytej pływalni na osiedlu Kruczkowskiego[9]
- 2024 – powódź